# O Carballal
O Carballal  oder San Xulián do Carballal ist eine Parroquia in der Autonomen Gemeinschaft Galicien, administrativ gehört er zu Santiago de Compostela.

## Dörfer und Weiler
| Name                 | im Galicischen       | Einwohner 2011 | Koordinaten                 |
| -------------------- | -------------------- | -------------- | --------------------------- |
| A Castiñeira Pequena |                      | 38             |                             |
| Lamas do Carballal   | Lamas de Laraño      | 31             | 42° 52′ 22″ N, 8° 35′ 38″ W |
| Piñeiro do Carballal | Piñeiro de Villestro | 21             | 42° 52′ 36″ N, 8° 35′ 42″ W |
| As Quintás           |                      | 70             |                             |
| Tarrio               |                      | 36             |                             |